# Chiesa di San Nicola (Brașov)
La chiesa di San Nicola (Biserica Sfântul Nicolae in lingua rumena) è un tempio della Chiesa ortodossa rumena presso la città di Brașov (Romania) a capo dell'antico distretto ecclesiastico di Şcheii Braşovului.

## Storia e descrizione
La chiesa venne fondata nel 1292 e ne troviamo menzione in una Bolla papale, datata 1399, di papa Bonifacio IX. Inizialmente solo una costruzione in legno, la chiesa venne ricostruita in pietra a partire da 1495 sotto il patronato del voivoda (principe) di Valacchia Vlad IV Călugărul ("Vlad il Monaco"). Una successiva ristrutturazione venne avviata nel 1512 sotto l'impulso di un altro principe, Basarab V Neagoe. La ristrutturazione più recente, avvenuta nel periodo interbellico, fu a carico della popolazione locale.
L'edificio è stato inizialmente costruito secondo i dettami dell'architettura gotica ma, in fase successiva, venne poi adattato alle linee dell'architettura barocca; fu in questo periodo che la pianta della chiesa assunse la sua forma attuale con l'aggiunta di una cappella e di una nuova torre. Gli affreschi interni sono opera del maestro Mişu Popp.

## Curiosità
Accanto alla chiesa di San Nicola venne aperta, nel 1583, la Prima scuola rumena (Prima şcoală românească), presso la quale fu attivo lo stampatore Dianocul Coresi, il primo a stampare documenti in lingua rumena, al quale è dedicata una statua attualmente presso il tempio. Nel limitrofo cimitero sono stati sepolti Ioan Meşotă, Aurel Popovici, Vasile Saftu e Nicolae Titulescu.

## Galleria d'immagini

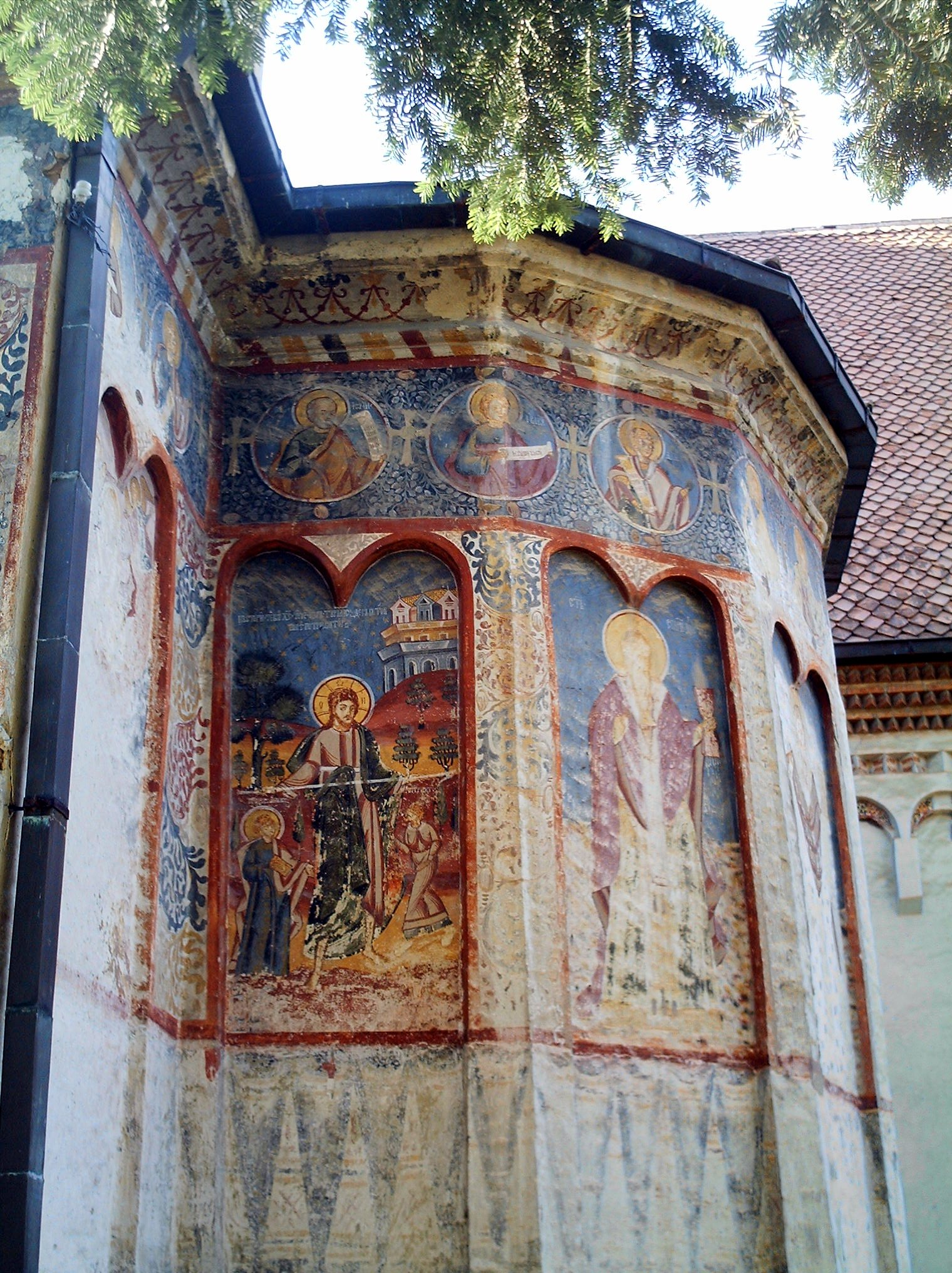
Affreschi interni.
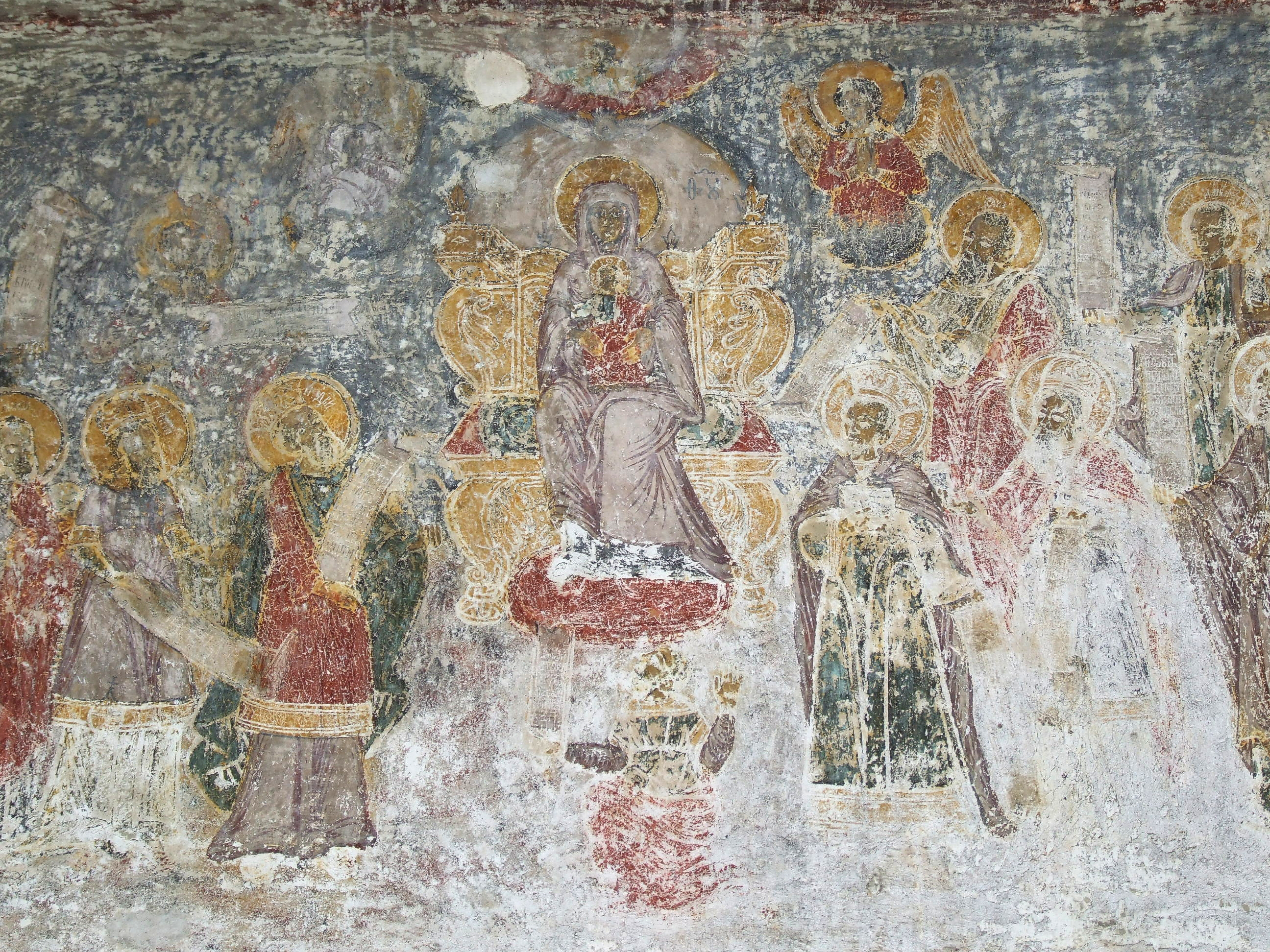
Affreschi esterni.
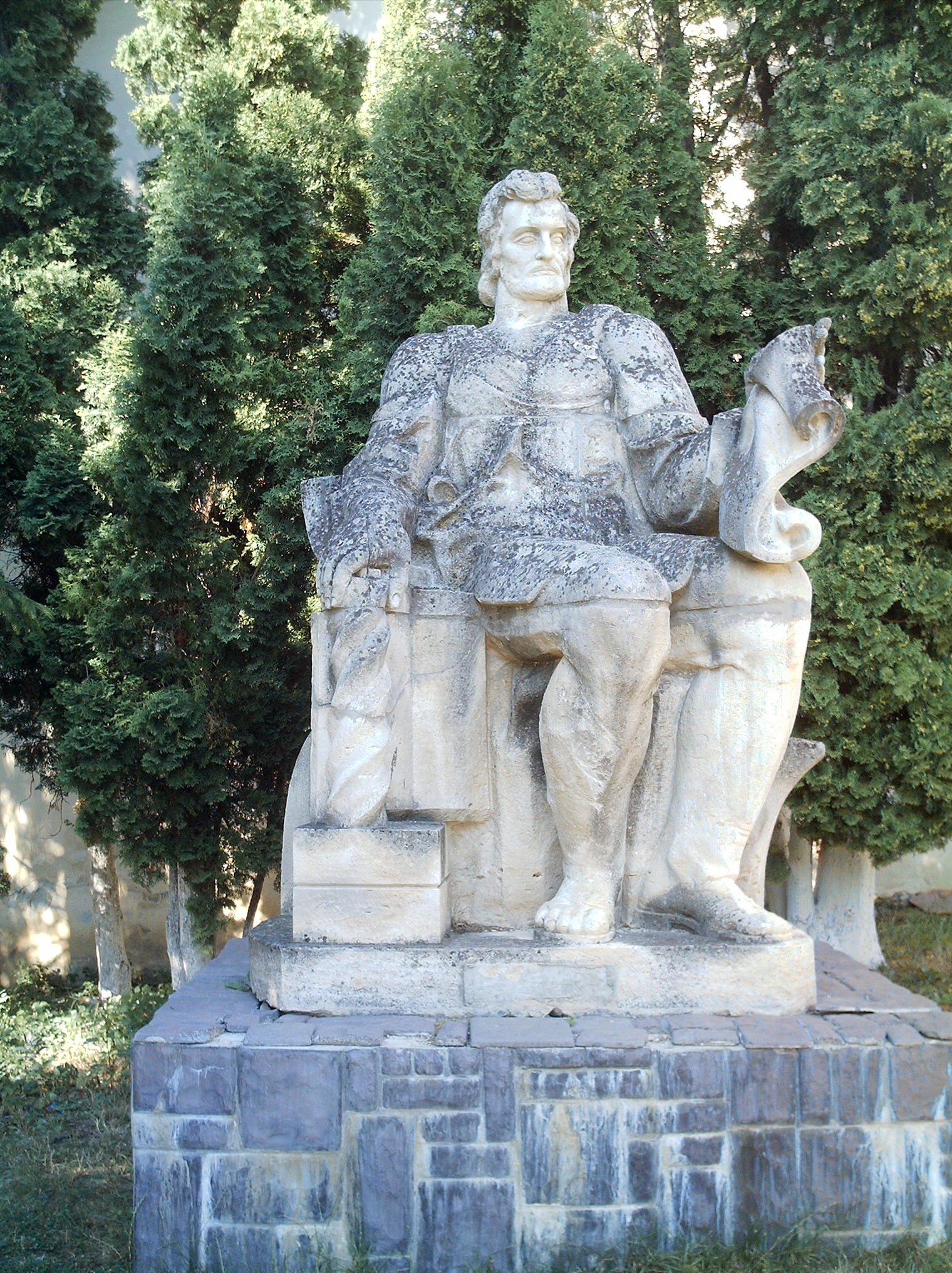
La statua in onore di Coresi presso la chiesa.
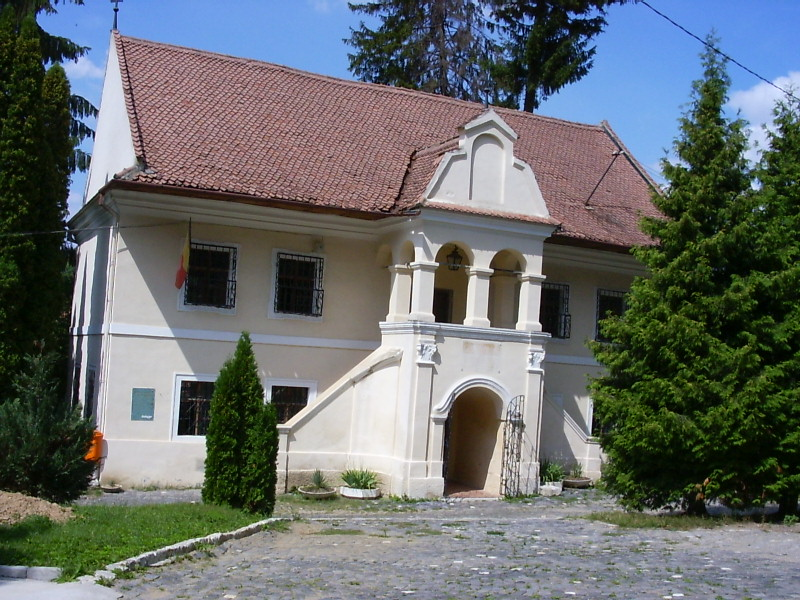
Prima şcoală românească.